# Marianne Stidsen
Marianne Stidsen, född 1962 i Virum i Lyngby-Tårbæks kommun i Danmark, är en dansk litteraturvetare och -kritiker.

## Biografi
Marianne Stidsen blev magister i litteraturvetenskap på Københavns universitet 1995 och disputerade 2015 på avhandlingen Den ny mimesis. Virkelighedstolkningen i dansk og nordisk litteratur efter Anden Verdenskrig. Hon var lektor vid Institut for Nordiske Studier og Sprogvidenskab vid Københavns universitet under åren 2000–2021.
Marianne Stidsen ingick 1992–1993 i redaktionen för litteraturtidskriften Den Blå Port.
Hon är sedan 2014 ledamot av Det Danske Akademi. År 2018 fick hon det danska Kulturministeriets facklitterära pris.
Hon utkom 2019 med "Den nordiske metoo-revolution", där hon analyserar och problematiserar metoo-revolutionens konsekvenser med fokus på Svenska Akademiens kris 2017–2018. Enligt recensenten Sinziana Ravini konstaterar Stidsen att "metoo är ett machiavelliskt maktmedel, en ohederlig karriärspurt som bidragit till ett totalitärt samhälle som sätter de mänskliga rättigheterna ur spel till förmån för särrättigheter baserade på kön och andra förmåner." Stidsen skriver även (enligt Ravini) att hon "föredrar att leva i en modern version av patriarkatet framför det matriarkat som håller på att ta form just nu, i maskopi med de "gamla mediernas" desperata jakt på klick".

## Verk i urval
- 1995 – Begynnelser (antologi, medredaktör)
- 1995 – Ankomster – til 90'erne (antologi, redaktör), Dansklærerforeningen, ISBN  87-7704-333-2
- 2001 – Utveje – fra 90'erne (antologi, redaktör), Gad, ISBN  9788712038221
- 2002 – Idyllens grænser – på sporet af en kritisk postmodernisme, Samlaren, ISBN 87-568-1625-1
- 2016 – Rilkes engle – eksistentialismen i går – i dag – i morgen (antologi), Dansklærerforeningen, ISBN 9788779967632
- 2016 – "Jeg" er fandme til! – litteratur og identitet til debat (redigerad av Søren Peter Hansen med flera, bidrag av Søren Peter Hansen, Marianne Stidsen, Suzanne Brøgger, Thomas Bredsdorff, Niels Frank, Per Thomas Andersen, Anne-Marie Mai, Tue Andersen Nexø med flera)[3]
- 2018 – Levende litteratur – Samtaler om kritikkens guldalder, U Press, ISBN 9788793060715
- 2019 –  (på danska) Den nordiske MeToo-revolution 2018. U Press. Libris kvz47s39hv5qlvr0. ISBN 9788793060951